# Konventionen om gränsöverskridande effekter av industriolyckor
Konventionen om gränsöverskridande effekter av industriolyckor är en konventionen för att hantera industriolyckor som påverkar andra länder. Den omfattar både förebyggande åtgärder, men också vad som ska göras efter en olycka skett
Den omfattar inte alla former av industriolyckor, till exempel ingår inte haverier på kärnkraftverk.